# Chorizococcus eriachnis
Chorizococcus eriachnis är en insektsart som beskrevs av Williams 1985. Chorizococcus eriachnis ingår i släktet Chorizococcus och familjen ullsköldlöss. Inga underarter finns listade i Catalogue of Life.